# Аннесли, Уильям Ричард, 3-й граф Энсли
Уильям Ричард Аннесли, 3-й граф Аннесли (англ. William Annesley, 3rd Earl Annesley; 16 июля 1772 — 25 августа 1838) — англо-ирландский дворянин и политик.

## Биография
Родился 16 июля 1772 года. Старший сын Ричарда Аннесли, 2-го графа Аннесли (1745—1824), и Энн Ламберт (1752—1822). Он получил образование в Тринити-колледже в Дублине.
Уильям Ричард Аннесли заседал в Палате общин Великобритании от Даунпатрика с 1815 по 1820 год. В 1822 году он был назначен верховным шерифом графства Даун.
9 ноября 1824 года после смерти своего отца Уильям Аннесли унаследовал титулы 3-го графа Аннесли из Каслвеллана (графство Даун), 4-го виконта Глераули (графство Фермана) и 4-го барона Аннесли из замка Уэллан (графство Даун).
Лорд Аннесли был дважды женат. 19 мая 1803 года он женился первым браком на леди Изабелле Сент-Лоуренс (ок. 1783 — апрель 1827), дочери Уильяма Сент-Лоуренса, 2-го графа Хоута, и леди Мэри Бермингем. У супругов была одна дочь:
- Леди Мэри Аннесли (ок. 1810—1837)[1]

Лорд Аннесли развелся с леди Изабеллой Сент-Лоуренс согласно парламентскому акту в 1821 году. Затем 15 июля 1828 года он женился вторым браком на Присцилле Сесилии Мур (8 сентября 1808 — 29 марта 1891), дочери полковника Хью Мура и Присциллы Сесилии Армитидж. У супругов было шесть сыновей:
- Уильям Ричард Аннесли, 4-й граф Аннесли (21 февраля 1830 — 10 августа 1874)[1], старший сын и преемник отца.
- Хью Аннесли, 5-й граф Аннесли (26 января 1831 — 15 декабря 1908)[1]
- Достопочтенный Роберт Джон Аннесли (15 февраля 1834 — 28 сентября 1854)
- Достопочтенный Артур Аннесли (20 сентября 1835 — 25 апреля 1881)
- Достопочтенный Джордж Аннесли (22 февраля 1837 — 4 сентября 1903)
- Достопочтенный Уильям Октавиус Бересфорд Аннесли (29 ноября 1838 — 20 июля 1875)[1].

Лорд Аннесли скончался 25 августа 1838 года в возрасте 66 лет в Ориэл-Лодж, Челтнем, Глостершир, Англия. Он был похоронен 1 сентября 1838 года. Ему наследовал его старший сын Уильям Ричард Аннесли, 4-й граф Аннесли.